# Novoderkul, Bilovodsk
Novoderkul (în ucraineană Новодеркул) este un sat în comuna Danîlivka din raionul Bilovodsk, regiunea Luhansk, Ucraina.

## Demografie
Componența lingvistică a localității Novoderkul
     Rusă (59,91%)
     Ucraineană (39,63%)
     Alte limbi (0,19%)
Conform recensământului din 2001, majoritatea populației localității Novoderkul era vorbitoare de rusă (59,91%), existând în minoritate și vorbitori de ucraineană (39,63%).